# Polytretophora calcarata
Polytretophora calcarata är en svampart som beskrevs av Mercado 1983. Polytretophora calcarata ingår i släktet Polytretophora, divisionen sporsäcksvampar och riket svampar.   Inga underarter finns listade i Catalogue of Life.